# Adewale Olukoju
Adewale Oluson Olukoju (ur. 27 lipca 1968 w Zarii) – nigeryjski lekkoatleta, specjalista rzutu dyskiem i pchnięcia kulą, mistrz igrzysk afrykańskich, igrzysk Wspólnoty Narodów i uniwersjady, dwukrotny uczestnik igrzysk olimpijskich.

## Kariera sportowa
Zajął 6. miejsce w pchnięciu kulą i 7. miejsce w rzucie dyskiem na mistrzostwach świata juniorów w 1986 w Atenach.
Zwyciężył w pchnięciu kulą i rzucie dyskiem na igrzyskach afrykańskich w 1987 w Nairobi. Na mistrzostwach Afryki w 1988 w Annabie Zdobył złoty medal w rzucie dyskiem i brązowy w pchnięciu kulą. Odpadł w eliminacjach rzutu dyskiem na igrzyskach olimpijskich w 1988 w Seulu.
Zwyciężył w rzucie dyskiem oraz zdobył srebrny medal w pchnięciu kulą na igrzyskach Wspólnoty Narodów w 1990 w Auckland. Zwyciężył w rzucie dyskiem na uniwersjadzie w 1991 w Sheffield. Zajął 11. miejsce w tej konkurencji na mistrzostwach świata w 1991 w Tokio. Ponownie zwyciężył w rzucie dyskiem, a także zdobył srebrny medal w pchnięciu kulą na igrzyskach afrykańskich w 1991 w Kairze.
Zdobył złoty medal w rzucie dyskiem i brązowy medal w pchnięciu kulą na mistrzostwach Afryki w 1992 w Belle Vue Maurel. Zajął 5. miejsce w rzucie dyskiem w zawodach pucharu świata w 1992 w Hawanie. Na uniwersjadzie w 1993 w Buffalo zdobył srebrny medal w tej konkurencji. Taki sam rezultat osiągnął na igrzyskach Wspólnoty Narodów w 1994 w Victorii. Zajął 3. miejsce w rzucie dyskiem w zawodach pucharu świata w 1994 w Londynie.
Zajął 6. miejsce w rzucie dyskiem na mistrzostwach świata w 1995 w Göteborgu. Po raz trzeci zwyciężył w tej konkurencji na igrzyskach afrykańskich w 1995 w Harare. Odpadł w eliminacjach rzutu dyskiem na igrzyskach olimpijskich w 1996 w Atlancie.
Był mistrzem Nigerii w pchnięciu kulą w latach 1986–1988 i 1991 oraz w rzucie dyskiem w latach 1987, 1988, 1991, 1992 i 1994–1996.
Jego żoną jest nigeryjska lekkoatletka Fatima Yusuf.

## Rekordy życiowe
- rzut dyskiem – 67,80 m (11 maja 1991, Modesto)
- pchnięcie kulą – 18,84 m (3 marca 1990, Los Angeles)[11]